# Neue Unterschicht
Neue Unterschicht ist ein umstrittenes politisches Schlagwort, mit dem die Herausbildung einer Bevölkerungsgruppe beschrieben wird, welche am wenigsten über Geld, Güter, Bildung und Sozialprestige verfügt. Als das spezifisch Neue an dieser Unterschicht wird dabei gesehen, dass sie im Vergleich zum Proletariat meist auch über mehrere Generationen hinweg ohne Erwerbstätigkeit ist.

## Allgemeines
Der Begriff „Neue Unterschicht“ geht ursprünglich auf Gunnar Myrdal zurück. „Neue Unterschicht“ überschneidet sich oft mit dem Begriff des Prekariats. Beide haben soziologisch unterschiedliche Ausgangspunkte: „Neue Unterschicht“ gehört zunächst wie die „alte“ Unterschicht (siehe unten) in die Debatte zur Sozialen Schichtung, während „prekäre“ soziale Rollen überall in der gesamten Sozialstruktur (sogar in der Oberschicht) vorkommen können (z. B. ruinierte Adelige, ewige Privatdozenten, bankrotte Unternehmer, auftragslose Künstler). Man kann „Neue Unterschicht“ zudem – trotz Verwendung des „Schicht“-Begriffes – der kulturalistischen Klassentheorie zuordnen.
Paul Nolte macht in seiner Schrift Generation Reform von 2004 eine kulturelle Spaltung der „Neuen Unterschicht“ von der Mehrheitsgesellschaft aus. Die Spaltung hatten verschiedene Forscher (M. Rainer Lepsius, Josef Mooser, Luidgard Trommer-Krug u. a.) bereits in den 1970er und 80er Jahren in der Lebensstil- und Ungleichheitsforschung festgestellt. Jörg Ueltzhöffer und Berthold Flaig fassten 1980 in ihrem Modell der Sozialen Milieus dieses zum Begriff des „Traditionslosen Arbeitermilieus“ zusammen.
Bereits in den 1960er Jahren sprach der amerikanische Ethnologe Oscar Lewis von einer Kultur der Armut, die durch Unterdrückung der Frau, sowie Gewalt gegen Frauen, mangelndes Interesse an Bildung und mangelndes Interesse, auf die sofortige Erfüllung von Wünschen zu verzichten, geprägt sei. Es sei jedoch nur ein Teil der Armen dieser Kultur zugehörig.
In seinem umstrittenen Buch Neukölln ist überall vertritt Heinz Buschkowsky die Meinung, dass es zusätzlich zur einheimischen Unterschicht inzwischen auch eine Unterschicht mit Migrationshintergrund gäbe und diskutiert den Aufstieg durch Bildung als Lösung des Problems. Er diskutiert unter anderem Sprachförderung und eine Pflicht zum Kindergartenbesuch und schlägt vor, ALG-2-Beziehern keine Geldleistungen für ihre Kinder auszuzahlen, sondern stattdessen Sachleistungen zu gewähren.
Menschen aus der Unterschicht haben eine um bis zu 10 Jahren verkürzte Lebenserwartung. Gesundheitsgefährdende Arbeits- und Lebensverhältnisse sowie individuelles Verhalten werden überwiegend dafür verantwortlich gemacht. Aus der Sicht als Arzt stellt Bernd Kalvelage im Buch Klassenmedizin fest, das medizinische Versorgungssystem berücksichtige die besondere Situation und Gefährdung dieser Bevölkerungsgruppe unzureichend. Sie zeichne sich aus durch einen Mangel an Erfahrung der Selbstwirksamkeit („die auf positiver Erfahrung gegründete Zuversicht eines Menschen, seine Angelegenheiten überwiegend erfolgreich regeln zu können“, Bandura 1995). Angehörige der Unterschicht fielen oft durch oder neben das Netz des Gesundheitswesens, weil u. v. a. Gefährdungen und handycaps (Arbeitsplatz, fehlendes Wissen und Unverständnis des medizinischen Sprachcodes, Analphabetismus, Ängste) nicht beachtet und Ressourcen (z. B. besser informierte, ggf. dolmetschende Angehörige einzubeziehen, leichte Sprache zu benutzen) nicht gesucht würden. Die dann zu beobachtende „Incompliance“ (Patient macht nicht, was der Arzt verordnet) sei oft ein Symptom einer gestörten Kommunikation zwischen Arzt und Patient mit negativen gesundheitlichen Folgen, ein ernstes Qualitätsdefizit. Verstärkt werde dieser Effekt durch eine elitär-asoziale Grundhaltung, die implizit bereits im und bei der Auswahl zum Medizinstudium durch eine Mittel-Oberschicht-Orientierung erzeugt werde. Erforderlich sei ein Wechsel der Perspektive in der Medizin: statt Behandlung von oben herab gezielte Hinwendung zu den Bedürftigsten, der Arzt als parteiischer Anwalt speziell seiner Patienten aus der Unterschicht.
Andreas Reckwitz beschreibt 2017 eine "Gruppe, die eigentlich aus dem alten Mittelstand nach unten herausbricht. Man könnte hier auch von der Entstehung einer neuen Unterschicht sprechen. Das ist ja ein Begriff, der in der Soziologie seit einigen Jahren kursiert, also prekär Beschäftigte, die ja auch sozial deklassiert sind, die sich auch kulturell entwertet fühlen".

## Debatte über die Neue Unterschicht in den USA
Nach Wilson (1987) ist das Entstehen der neuen Unterschicht durch den Wegfall von Jobs für Ungelernte und räumliche Segregationsprozesse bedingt. Dadurch, dass die Mittelschicht bestimmte Stadtviertel verlasse, verlören die noch dort Verbliebenen den Kontakt zu Personen und Institutionen, die sie an der Lebensweise der Mehrheitsgesellschaft teilhaben lassen. Für Wilson ist die Unterschicht eine heterogene zusammengesetzte Gruppe von Personen, die nicht mehr am Beschäftigungssystem teilhaben. Weitere Kriterien seien die Kumulation von Benachteiligungen (sozialstaatliche Alimentierung, Infrastruktur, fehlende Ausbildung, kulturelle Verwahrlosung) und die familiäre Reproduktion von Ausgrenzung. Der Ansatz stieß auf Kritik, denn er konstruiere „eine Bedrohung für die Mehrheitsgesellschaft“ und diffamiere die Personen, die zur Gruppe der „Neuen Unterschicht“ gerechnet werden.
Zentrale Protagonisten der amerikanischen Debatte waren Ken Auletta (der 1982 das Buch The underclass veröffentlichte) und Charles Murray (der 1984 Losing Ground veröffentlichte). Beide behaupten, dass ein Proletariat existiere, das sich bewusst von den Werten der übrigen Gesellschaft absetze und ein eigenes Wertesystem entwickelt habe. Zu dieser Unterschicht zählen nach den Angaben der Autoren Drogen- und Alkoholabhängige, entlassene Strafgefangene, psychisch Kranke, Obdachlose, Wohlfahrtsbezieher, Schulschwänzer, illegale Einwanderer und minderjährige Mütter. Zum Inbegriff der Unterschicht wurde die minderjährige, farbige, alleinerziehende Mutter im Sozialhilfebezug, die so genannte Welfare Queen. Die Unterschicht zeichne sich durch gemeinsame bad values aus, die dadurch entstanden seien, dass die unteren Bevölkerungsschichten durch zu großzügige staatliche Unterstützung korrumpiert worden seien.

## Ansätze in den Sozialwissenschaften

### Soziologischer Ausgangspunkt
Die Soziologie definiert eine Schicht u. a. nach Einkommen und sozialem Status gesellschaftlicher Gruppen, die folgende Gemeinsamkeiten haben:
- eine signifikante Größe,
- eine andauernde soziale Lage
- Weitergabe an ihre Nachkommen („soziale Vererbung“) – doch sind sozialer Aufstieg und Abstieg aus ihr nicht ausgeschlossen.

In diesem Rahmen fasste die „Unterschicht“ Kleinbauern, Knechte, Arbeiter, einfache Angestellte, Seeleute, Gesinde u. a. zusammen – oft auch noch unterteilt in „Untere“ und „Obere Unterschicht“. (→ Proletariat und Arbeiterklasse) Unter der Unterschicht wurden gelegentlich auch noch die „Sozial Verachteten“ (Harriett B. Moore) bzw. das „Lumpenproletariat“ platziert.
Der laufende deutsche Diskurs (etwa Paul Nolte und Heinz Bude) hat auch Fragestellungen aus den USA aufgenommen.

### Interpretative Demoskopie
Nach der Studie Gesellschaft im Reformprozess der Friedrich-Ebert-Stiftung auf Datenbasis von TNS Infratest – eigentlich über SPD-Wählerpotential – gehören acht Prozent der Wahlberechtigten in Deutschland zum sogenannten „abgehängten Prekariat“. Frank Karl von der Friedrich-Ebert-Stiftung betonte, dass der Begriff „neue Unterschicht“ in der Studie fehle. Der Begriff ‚neue Unterschicht‘ als Synonym für ‚abgehängtes Prekariat‘ wurde erstmals von Bild am Sonntag benutzt.
Der Kriminologe Christian Pfeiffer nannte insbesondere viele Jugendliche als überproportional unterprivilegiert. Dem Berliner Tagesspiegel sagte er, dass 10 bis 15 Prozent der unter 18-Jährigen in die Kategorie gehörten, da sie über geringe Bildung verfügten und keine Aufstiegschancen für sich sähen. Für die Misere machte Pfeiffer das gegenwärtige Schulsystem in Deutschland mitverantwortlich. Als weiteren Grund für mangelnde schulische Aufstiegschancen sieht Pfeiffer Medienverwahrlosung. Kinder aus bildungsfernen Familien hätten häufiger einen eigenen Fernseher, einen eigenen PC und eigene Spielkonsolen als Kinder aus bildungsnahen Familien. Dies jedoch würde zu schulischen Misserfolgen führen, so Pfeiffer in seiner Studie Die PISA-Verlierer – Opfer des Medienkonsums.
Wie Napp-Peters auch berichtet, hätten auf der einen Seite einige Eltern der Unterschicht kaum Berufswünsche oder Ausbildungspläne für ihre Kinder:

„Dabei werden Ohnmacht und Hoffnungslosigkeit als Haltung der Eltern direkt auf die Kinder übertragen und – wie wir bei Fragen zu Schulerfolg und Berufswünschen der Kinder feststellen konnten – diese resignative Haltung äußert sich auch indirekt in den geringen Erwartungen der Eltern an Leistungsvermögen und Leistungsmotivation ihrer Kinder. Weniger als 20 % der deprivierten Eltern im Vergleich zu rund 65 % aller Eltern von Schulkindern wünschen für ihre Kinder den Abschluß einer weiterführenden Schule. […] Nur 10 % im Vergleich zu 45 % haben regelmäßig Kontakt zu den Lehrern ihrer Kinder, und Berufswünsche oder berufliche Ausbildungspläne für ihre Kinder wurden von deprivierten Eltern nicht genannt.“

Auf der anderen Seite kommen Erhebungen wie die jüngste Elternbefragung des Dortmunder Instituts für Schulentwicklungsforschung und die Langzeitstudie der Arbeiterwohlfahrt zu dem Ergebnis:

„Die Bildungsaspirationen der Eltern sind in den letzten 20 Jahren stark angestiegen. Dies zeigen nicht zuletzt die Umfragen des Instituts für Schulentwicklungsforschung (IFS, 2004). Inzwischen wünschen sich bundesweit 45 % aller befragten Grundschuleltern, dass ihr Kind die Schullaufbahn mit dem Abitur abschließt; nur 8 % können sich für ihr Kind einen Hauptschulabschluss vorstellen. Besonders stark angestiegen sind die Bildungsaspirationen von Eltern aus bildungsferneren Schichten.“

Weitere empirische Untersuchungen durch Elternbefragungen kamen zu ähnlichen Urteilen.

## Demografisierung der politischen Debatte
Bereits vor einzelnen Äußerungen, ob in Deutschland die „Falschen“ die Kinder bekommen, sprachen Christoph Butterwegge und Eva Barlösius von einer „Biologisierung“ und „Demografisierung“ des Sozialen, welche zu einem mit sozialdarwinistischem Denken verbundenen „Standortnationalismus“ führe.
Wilhelm Heitmeyer betont mit Bezug auf eigene Untersuchungen zu gruppenbezogener Menschenfeindlichkeit, dass Menschen zunehmend nach ihrer wirtschaftlichen Nützlichkeit bewertet würden. Dies führe insbesondere zu einer Abwertung von Arbeitslosen:

„Wir können belegen, dass die Mittelschicht seit Einführung von Hartz IV massive Angst hat. Das führt dazu, dass Mitmenschen vor allem nach ihrer Nützlichkeit bewertet und damit auch abgewertet werden. Der autoritäre Kapitalismus hat es geschafft, seine Verwertungskriterien ohne Widerstand der ganzen Gesellschaft überzustülpen.“

Diese Abwertung der Unterschicht bezeichnet Albrecht von Lucke als „Propaganda der Ungleichheit“ und nennt hier explizit Thilo Sarrazin und Peter Sloterdijk.
Thilo Sarrazin äußerte in einem Interview:

„Es gibt auch das Problem, dass vierzig Prozent aller Geburten in der Unterschicht stattfinden. (…) So dass das Niveau an den Schulen kontinuierlich sinkt, anstatt zu steigen. […] Wir haben in Berlin vierzig Prozent Unterschichtengeburten, und die füllen die Schulen und die Klassen, darunter viele Kinder von Alleinerziehenden. Wir müssen in der Familienpolitik völlig umstellen: weg von Transferleistungen, vor allem bei der Unterschicht.“

Der Politikwissenschaftler Hajo Funke warf Sarrazin daraufhin Rassismus und Sozialdarwinismus vor. Cem Özdemir bezeichnete Sarrazins Weltbild ebenfalls als sozialdarwinistisch. Der Zeit-Journalist Christian Staas fühlt sich durch Sarrazins Äußerungen an rassenbiologische Schriften erinnert und behauptet, Sarrazin plädiere für ein eugenisches Projekt.
Peter Sloterdijk verteidigte Sarrazins Thesen in dem „Manifest“ Aufbruch der Leistungsträger – Zeitdiagnostische Bemerkungen und rief dazu auf, Gunnar Heinsohn zu lesen.
Gunnar Heinsohn forderte im November 2009 eine Reduzierung der „Unterschichtengeburten“, er kritisierte, dass Arbeitslose Elterngeld erhielten. Im März 2010 riet er, Sozialhilfe auf fünf Jahre zu begrenzen, und verwies dabei auf die seiner Meinung nach positiven Effekte einer veränderten amerikanischen Sozialhilfepolitik in der Amtszeit von Bill Clinton. Insbesondere könne dadurch die Zahl der Kinder in der Unterschicht reduziert werden, die „nicht ausbildungsfähig“ seien. Die Arbeitnehmerkammer Bremen kritisierte ihn dafür heftig und warf ihm Sozialdarwinismus vor. Die Politologin Naika Foroutan warf Heinsohn einen „entwürdigenden Utilitarismus“ vor, aber auch demagogische Berechnungen, wie die der angeblichen Steigerung der Sozialhilfequote bei Türken in Deutschland um 5000 Prozent.
Der Elitenforscher Michael Hartmann konstatiert eine „in der Geschichte der Bundesrepublik noch nie dagewesene Radikalisierung der Eliten“, die zunehmend den „Kontakt mit anderen Lebenswirklichkeiten“ verloren hätten.

## Die neue Unterschicht in der öffentlichen Meinung
Die neue Unterschicht erscheint in den Medien als kriminell, dreckig, gefährlich, asozial, verwahrlost und chaotisch. Sie nutzten Worte wie das auf den wissenschaftlichen Leiter des Instituts für Urbanistik, Rolf-Peter-Löhr, zurückgehende Wort „Sozialhilfeadel“ – er definierte:

„In den Problemgebieten spürt man, welche Kultur der Abhängigkeit der Sozialstaat geschaffen hat. Dort leben manche Leute schon in der dritten Generation von Sozialhilfe – dort herrscht Sozialhilfeadel – die wissen gar nicht mehr, wie das ist: morgens aufstehen, sich rasieren, vernünftig anziehen und zur Arbeit fahren.“

Magazine wie etwa der Stern, Die Zeit, Geo und Der Spiegel schilderten die neue Unterschicht in Einzelschicksalen als verwahrlost, gewalttätig und kinderreich – jedoch ohne sich auf soziologische Analysen oder Statistiken zu stützen. Sozialforscher Fabian Kessl sieht die „neue Unterschicht“ als ein Konstrukt der Massenmedien an und bezeichnet die Berichterstattung als „mediale Dramatisierung“.
Weitere Eigenschaften, die der neuen Unterschicht von den Massenmedien zugeschrieben werden, sind eine verantwortungslos gelebte Sexualität und ein Mangel an Mittelschichtswerten. Dieser angebliche Mangel wird teilweise auch als Grund für eine Zugehörigkeit zur Unterschicht gesehen:

„Teenager, die schwanger werden, gehören zur ‚underclass‘ […] [sowie] Schulversager, Leute, die Fürsorgeleistungen einkalkulieren, solche, die eine extreme Gegenwartsorientierung zeigen, jedoch keine Bereitschaft Pflichten zu übernehmen, Bildungsaspirationen nachzugehen oder zu arbeiten. Die Zurechnung zur ‚underclass‘ erfolgt nach etwas, was man ‚soziales Profil‘ nennen könnte.“

Disziplinlosigkeit und Unfähigkeit sich einzufügen werden ebenfalls genannt. So wird im Stern der Vereinsvorsitzende eines Ruderclubs mit den Worten zitiert „Ich komme immer mehr zu der Überzeugung: Die heutige Unterschicht kann nicht mehr rudern“. Das Magazin kommt daraufhin zu der Analyse:

„Die überraschende Diagnose des Vereinsvorsitzenden erklärt mehr über die Spaltung der Gesellschaft als manche soziologische Studie. Beim Rudern darf niemand aus der Reihe tanzen. Wenn nur einer im Achter den Rhythmus der Gemeinschaft stört, fallen alle acht ins Wasser. Beim Rudern müssen sich alle unterordnen zu hundert Prozent. […] Disziplin, Zuverlässigkeit, Beständigkeit, Pflichtbewusstsein – die viel geschmähten Sekundärtugenden entscheiden jedoch nicht nur, ob jemand ein guter Sportler ist. […] Oft teilen sie ein, wer auf welcher Seite des großen Grabens lebt, wer oben und wer unten ist. Wer rudern kann, gehört nicht zur Unterschicht.“

Außerdem wird der „neue Prolet“ vom „alten Arbeiter“ abgegrenzt. So schreibt Der Spiegel:

„Der Prolet von heute besitzt mehr Geld als der Arbeiter vergangener Generationen und wenn er im Anzapfen des Sozialstaats eine gewisse Fertigkeit entwickelt hat, verfügt er über ein Haushaltseinkommen, das mit dem von Streifenpolizisten, Lagerarbeitern und Taxifahrern allemal mithalten kann. Es ist nicht die materielle Armut, die ihn von anderen unterscheidet. Auffällig sind die Symptome der geistigen Verwahrlosung […] Er besitzt keine Bildung, aber er strebt ihr auch nicht entgegen. Anders als der Prolet des beginnenden Industriezeitalters, der sich in Arbeitervereinen organisierte, die zugleich oft Arbeiterbildungsvereine waren, scheint es, als habe das neuzeitliche Mitglied der Unterschicht sich selbst abgeschrieben. Selbst für seine Kinder übernimmt es keine allzu großen Anstrengungen, die Tür in Richtung Zukunft aufzustoßen. Ihre Spracherziehung ist so schlecht, wie ihre Fähigkeit sich zu konzentrieren. Der Analphabetismus wächst in dem gleichen Maß, wie die Chancen auf Integration der Deklassierten schrumpfen. Die Amerikaner sprechen in der ihnen eigenen Direktheit von ‚white trash‘, weißem Müll.“

Karl August Chasse kritisierte am medialen Diskurs, dass die Medien einzelne Wissenschaftler scheinseriös nur als Stichwortgeber benützten (so Rolf-Peter Löhrs „Sozialhilfeadel“). Wissenschaftliche Zusammenhänge würden jedoch falsch dargestellt. Ein Stern-Artikel verweise zwar auf den Soziologen Andreas Mielck, der einen Zusammenhang zwischen Sozialschicht und Gesundheitszustand feststellte. Unterschlagen werde dabei jedoch, dass Mielck eine Theorie der Benachteiligung der Unterschicht entwickelt habe, durch die seine Befunde deutlich anders erklärt werden könnten.